# Hexenstein (Wallenhorst)

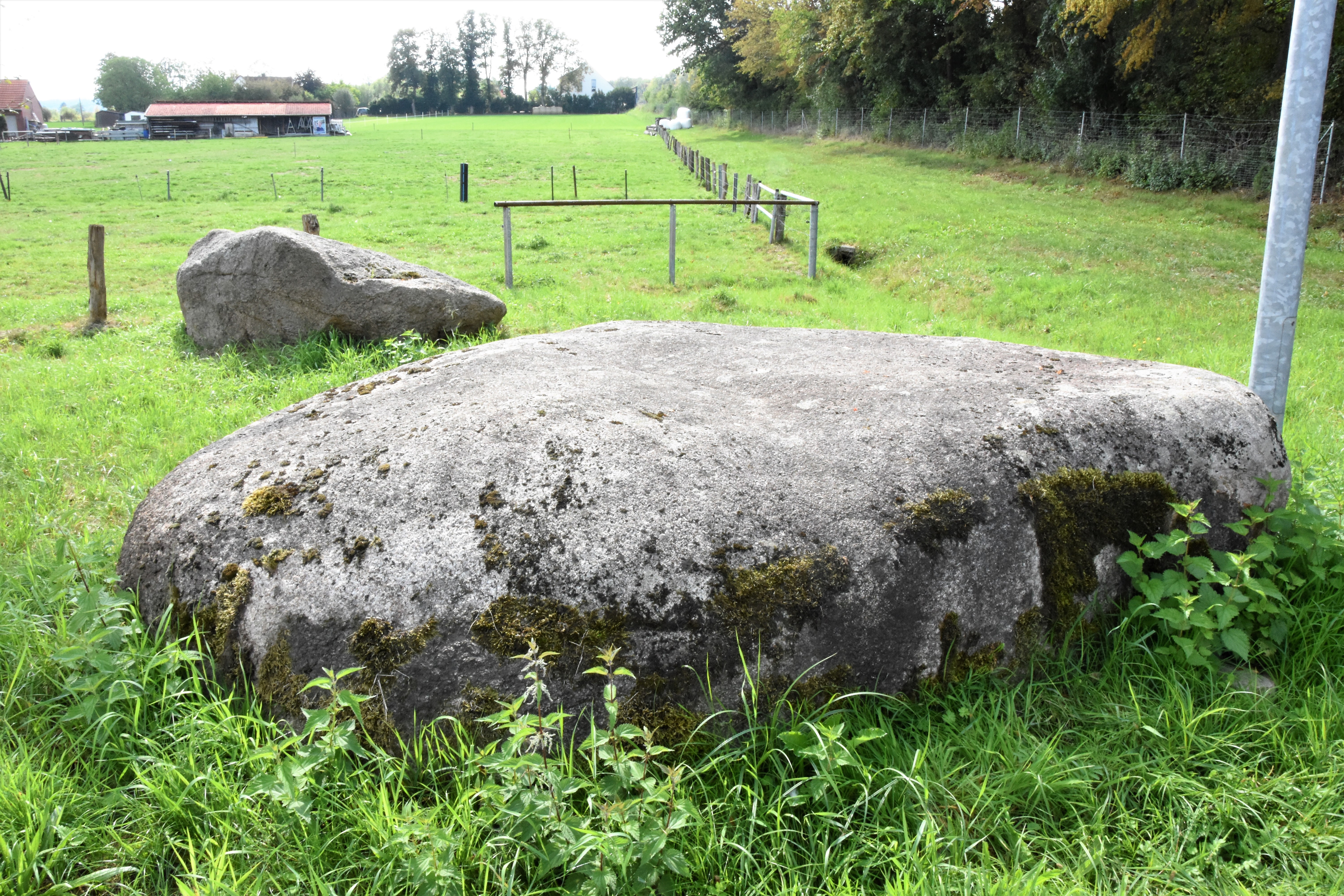
Der Hexenstein in Wallenhorst

Der Hexenstein oder auch Dicker Stein ist ein großer Findling in der Gemeinde Wallenhorst. Er ist als Naturdenkmal des Landkreises Osnabrück gelistet.

## Lage und Geschichte
Der Hexenstein befindet sich an der Straße Im Vogelpohle. In direkter Nachbarschaft des Hexensteins wird die Bundesstraße 68 mit einer Brücke über die Ruller Straße überführt. Diese Lage wurde dem Hexenstein am 19. November 1966 zum Verhängnis, als die gerade im Bau befindliche Brücke einstürzte und den noch nicht abgebundenen Beton über den Findling ergoss. Der entstandene Schaden wurde auf 200.000 DM beziffert und sorgte sogar für Bauverzögerungen beim Bau der Hansalinie. Nachdem er fast in Vergessenheit geraten war, versuchte die Gemeinde Wallenhorst den Stein 1997 zu bergen. Bei einem ersten Versuch wurde die Baggerschaufel eines 120 PS starken Fahrzeugs des Bauhofs verbogen. Erst der dritte Versuch war ein Erfolg, sodass er mithilfe eines 80-t-Krans gehoben werden konnte. Vor der Bergung lag der Hexenstein 20 Meter weiter südlich am Rand einer Weide. Bei der Bergung wurde ein zweiter Findling unter dem Hexenstein gefunden. Dieser ähnlich große Stein liegt nun neben dem Hexenstein und wird aufgrund der Bruchstellengleichheit ein Teil des Hexensteins gewesen sein. Der Hexenstein wurde 1948 unter Naturschutz gestellt.

## Geologie und Maße
Der Hexenstein besteht aus rotem Växjö-Granit, welches ein Alter von 1,7 Milliarden Jahren aufweist. Er hat die Maße von 3,8 × 2,8 Meter bei einer Dicke von 1,4 Metern. Der Umfang des Steins beträgt 10,7 Meter.

## Sage
Laut einer Sage soll seine glatte durch den Transport im Gletscher geformte Oberseite als Hexentanzplatz gedient haben.